# Keizaburō Tejima
Keizaburō Tejima (手島 圭三郎, Tejima Keizaburō) est un illustrateur, graveur sur bois et auteur japonais de livres illustrés.

## Biographie
Né à Monbetsu dans la préfecture de Hokkaidō en 1935, il termine ses études à la Hokkaidō kyōiku daigaku (北海道教育大学 en 1957.
Ses gravures sur bois sont publiées la première fois en 1965 en Hokkaidō. Son premier livre publié est La Nuit de la chouette, qu'il publie chez Fukutake Shoten en mars 1982. Il publie par la suite d'autres livres illustrés qui, comme dans son premier ouvrage, donnent à certaines espèces d'animaux le rôle d'acteurs, ce qui est depuis devenus sa marque de fabrique.
Traduits en anglais, allemand, français et espagnol, les livres de Teijima sont plusieurs fois récompensés, dont Le Rêve du renard distingué d'une mention honorable à la Foire du livre de jeunesse de Bologne.

## Ouvrages (sélection)
- Shimafukurō no mizuumi (しまふくろうのみずうみ), 1982 ; La Nuit de la chouette, 1995
- Ō Hakuchō no sora (おおはくちょうのそら), 1983 ; L'Hiver du cygne, 1996
- Kitakitsune no yume (きたきつねのゆめ), 1985 ; Le Rêve du renard, 1998
- Higuma no aki (ひぐまのあき), 1986
- Chipiyaku kamui (チピヤクカムイ), 1986
- Fuyu no uma (ふゆのうま), 1987
- Fubuki no tori (ふぶきのとり), 1989
- Haru no chō (はるのちょう), 1991